# Муткенов, Серикбай
Серикбай Муткенов (каз. Серікбай Мүткенов; 1913—1944) — командир орудия 342-го стрелкового полка (136-я стрелковая дивизия, 38-я армия, Воронежский фронт), старший сержант. Герой Советского Союза.

## Биография
Родился в 1913 году в ауле № 16 (в советское время совхоз имени Чкалова Куйбышевского района, ныне село имени Серикбая Муткенова Актогайского района Павлодарской области Казахстана). происходит из подрода актилес рода басентийын племени аргын. Из-за того, что родился в небогатой семье, не смог вовремя пойти учиться в школу. Благодаря своей настойчивости в учёбе, окончил семилетнюю школу вместе со своими сверстниками. После школы работал учителем начальных классов. Одновременно обучался на заочном факультете Павлодарского педагогического училища. Потом трудился преподавателем начальных классов.
В январе 1942 года пришёл в Куйбышевский районный комиссариат, чтобы добровольцем уйти на фронт.
В октябре 1943 года будучи командиром орудия батальона, старший сержант Серикбай Муткенов одним из первых пересекает реку Днепр, участвуя в ликвидации вражеских военных сооружений. Отличился в бою на правом берегу Днепра, подбив немецкий танк и уничтожив до сорока гитлеровцев; тем самым обеспечил продвижение первого батальона и выполнение батальоном поставленной задачи.
Указом Президиума Верховного Совета ССР «О присвоении звания Героя Советского Союза офицерскому и сержантскому составу артиллерии Красной Армии» от 9 февраля 1944 года за «образцовое выполнение боевых заданий командования на фронте борьбы с немецкими захватчиками и проявленные при этом отвагу и геройство» старшему сержанту Муткенову Серикбаю присвоено звание Героя Советского Союза с вручением ордена Ленина и медали «Золотая Звезда».
Погиб Серикбай в бою у села Ризино 15 января 1944 года. Похоронен в братской могиле около села Ризино Звенигородского района (Украина).

## Награды
- Медаль «Золотая Звезда» (№ 1625) (09.02.1944)[1].
- Орден Ленина (09.02.1944).

## Память
1) Родное село в Павлодарской области, Актогайского района названо именем Героя СССР.
2) В городе Павлодар и в селе Актогай улицы носят названия Героя СССР.